# Полный ирландский завтрак

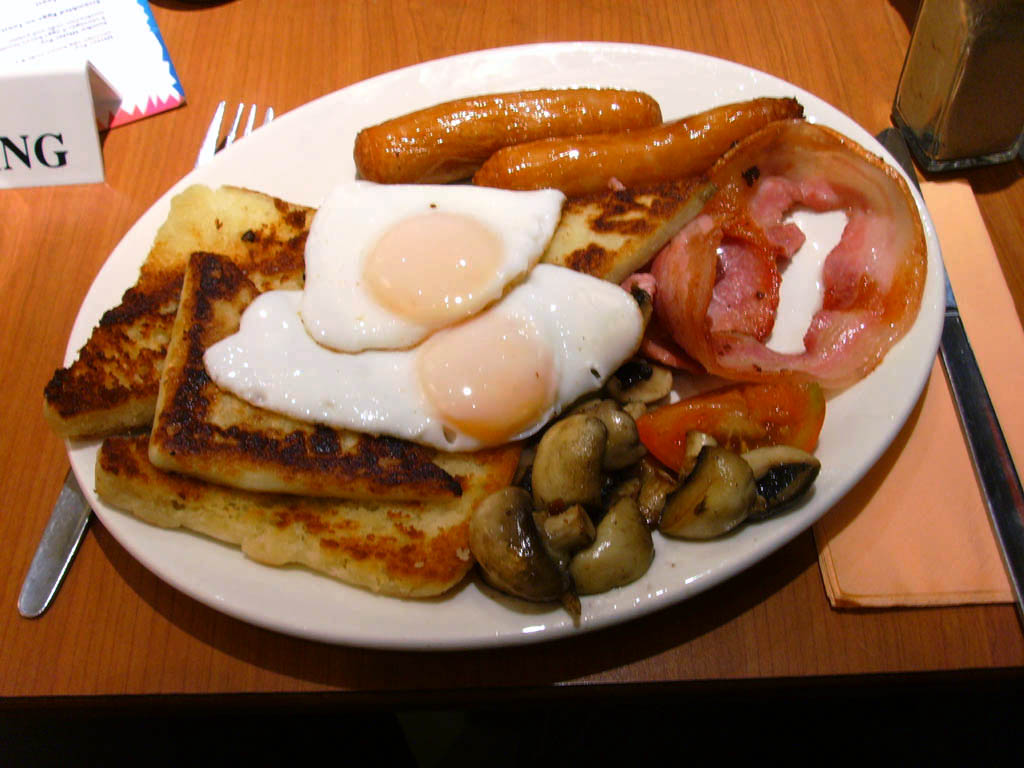
Ольстерский завтрак

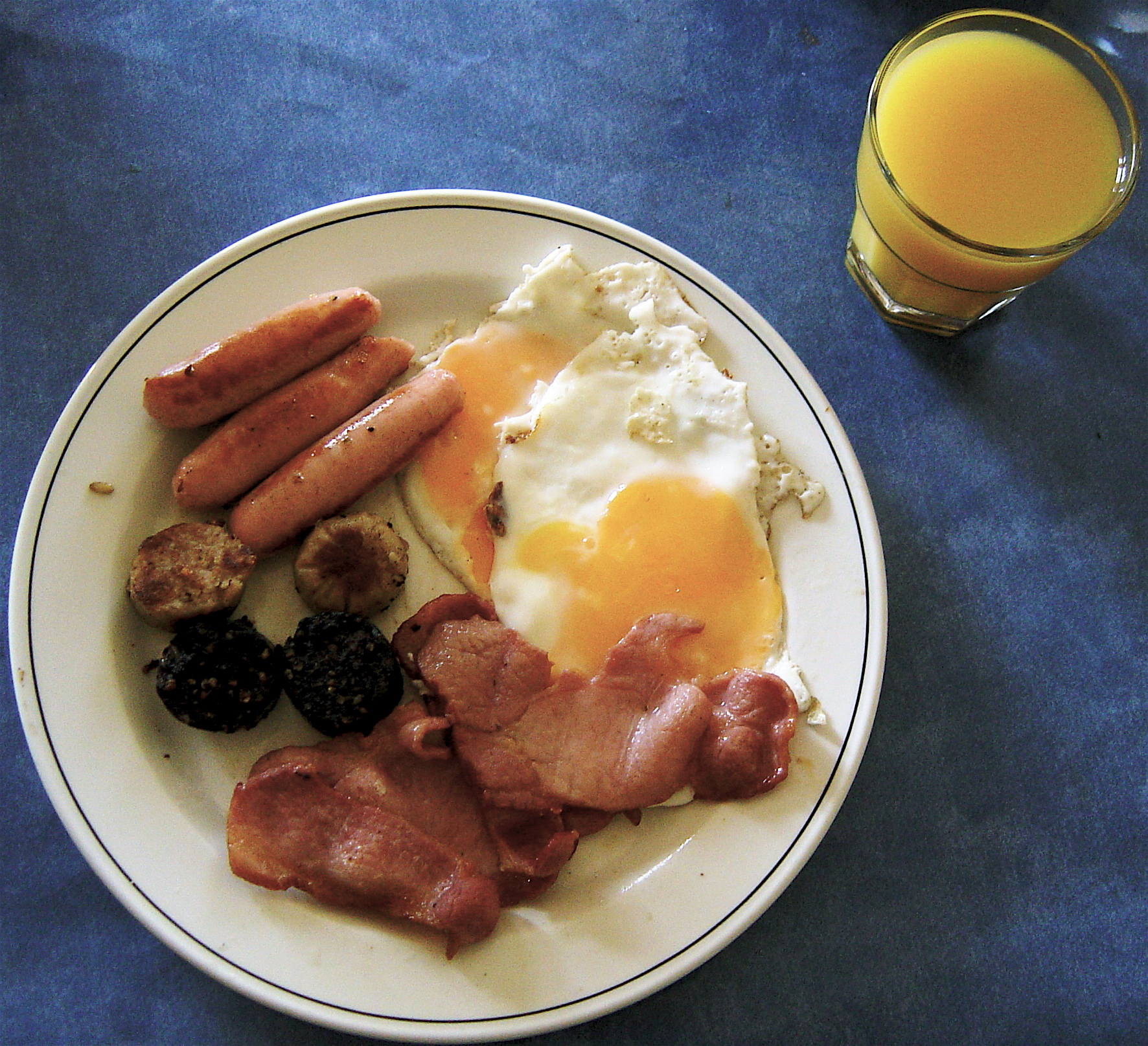
Ирландский завтрак

Полный ирландский завтрак, или традиционный ирландский завтрак (англ. Full irish breakfast, ирл. Bricfeasta Éireannach), отличается большим количеством различных продуктов.

## История
Считается, что такой завтрак появился прежде всего в сельском быту. В сёлах Ирландии сам завтрак начинался ближе к полудню, уже после работы. Именно этим и объясняется его столь обильный состав.
Ирландские крестьяне долгое время ели картофель, готовили кашу и другие блюда из ячменя и овса, если была возможность — употребляли молочные продукты; вместо мяса готовились отварные потроха. В богатых домах обычно были запасы ветчины и бекона. В 1845 году в Ирландии наступил голод (ирл. An Gorta Mór) который был вызван фитофторозом. За период 1841—1851 гг. население Ирландии сократилось на 30 %. В эти годы происходила массовая эмиграция населения.
В конце XIX века полные ирландские завтраки стали популярны среди богатых помещиков, бывших крестьян, которые имели действительно большой запас пищевых продуктов.

## Состав завтрака
В основном полный ирландский завтрак состоит из:
- яичницы из одного яйца;
- омлета;
- поджаренного бекона[1];
- нескольких сосисок[1] с гарниром из фасоли, помидоров и других овощей;
- кольца белого и чёрного пудинга[1];
- фаджа — картофельного хлеба.

Это традиционный вариант такого завтрака, хотя возможны варианты с жареными грибами, картофельными оладьями.

## Современность
Сегодня такие завтраки подаются не только в богатых домах или крестьянских домиках, но и практически во всех ирландских отелях и ресторанах. В отелях он может входить в стоимость проживания. Жители отеля могут перенести свой завтрак на обед и ужин, если они не могут осилить его сразу. Во многих ресторанах вешают вывески, где сообщается, что такой завтрак подаётся в течение всего дня.